# Pallene (vệ tinh)
Pallene (/pəˈliːniː/ pə-LEE-neepə-LEE-nee; tiếng Hy Lạp cổ: Παλλήνη) là một vệ tinh tự nhiên rất nhỏ của Sao Thổ. Nó là một trong ba vệ tinh nhỏ được biết đến với cái tên nhóm các vệ tinh Alkyonide, nằm giữa quỹ đạo của hai vệ tinh lớn hơn là vệ tinh Mimas và vệ tinh Enceladus. Nó cũng được đặt ký hiệu là Saturn XXXIII (33).

## Phát hiện

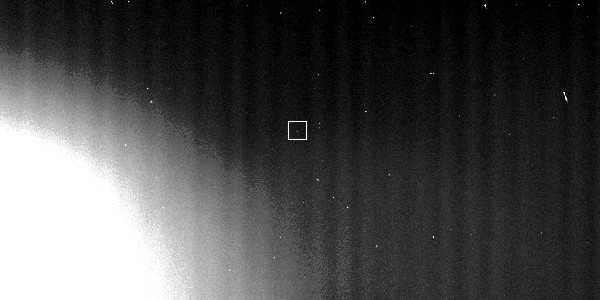
Hình ảnh phát hiện của vệ tinh Pallene vào năm 2004 từ tàu thăm dò Cassini

Pallene được phát hiện ra bởi Đội xử lý hình ảnh từ tàu Cassini vào năm 2004, trong nhiệm vụ Cassini–Huygens. Nó được đặt ký hiệu tạm thời là S/2004 S 2. Vào năm 2005, cái tên Pallene được chấp thuận bởi IAU Division III Working Group for Planetary System Nomenclature, và được phê chuẩn bởi IAU General Assembly vào năm 2006. Cái tên này ám chỉ Pallene, một trong các Alkyonide, bảy người con gái xinh đẹp của Alkyoneus khổng lồ.
Sau khi khám phá ra năm 2004, các nhà khoa học nhận ra rằng Pallene đã được chụp lại lần đầu tiên vào ngày 23 tháng 8 năm 1981, bởi tàu thăm dò vũ trụ Voyager 2. Nó đã xuất hiện trong một bức ảnh duy nhất và đã được đặt ký hiệu là S/1981 S 14 và ước lượng có quỹ đạo cách Sao Thổ 200,000 km. Bởi vì không thấy nó xuất hiện trong các bức ảnh khác nên các nhà khoa học không thể tính toán quỹ đạo của nó vào thời điểm ấy, những gần đây khi so sánh lại thì các nhà  khoa học đã nhận ra nó trùng khớp với quỹ đạo của vệ tinh Pallene.

## Đặc điểm quỹ đạo
Pallene bị ảnh hưởng mạnh mẽ bởi cộng hưởng kinh độ trung bình gây nhiễu loạn với một vệ tinh lớn hơn nhiều là vệ tinh Enceladus, mặc dù ảnh hưởng này thì không lớn bằng sự nhiễu loạn mà vệ tinh Mimas gây ra cho vệ tinh Methone. Những sự nhiễu loạn khiến cho các yếu tố quỹ đạo mật tiếp của vệ tinh Pallene biến đổi với biên độ vào khoảng 4 km ở bán trục lớn, và 0,02° ở kinh độ (tương ứng với khoảng 75 km). Độ lệch tâm cũng thay đổi trong nhiều thời kỳ giữa 0,002 và 0,006, và độ nghiêng quỹ đạo là giữa khoảng 0,178° và 0,184°.

## Vành đai
Vào năm 2006, các bức ảnh được chụp trong ánh sáng tán xạ bởi tàu vũ trụ Cassini đã giúp Đội xử lý ảnh của tàu Cassini phát hiện ra một vành đai bụi mỏng quanh Sao Thổ mà chia sẻ quỹ đạo của vệ tinh Pallene, giờ được đặt tên là Vành đai Pallene. Vành đai này có bề rộng vào khoảng 2.500 km. Nó được tạo thành bởi các hạt bụi bị bắn tung lên từ bề mặt của vệ tinh Pallene bởi các sự va chạm thiên thạch, thứ sau đó đã tạo nên một vành đai khuếch tán quanh đường quỹ đạo của nó.

## Khám phá
Tàu vũ trụ Cassini, con tàu nghiên cứu Sao Thổ và các vệ tinh của nó cho tới tháng 9 năm 2017, thực hiện một đợt bay ngang qua vệ tinh Pallene vào ngày 16 tháng 10 năm 2010, và 14 tháng 9 năm 2011 ở một khoảng cách lần lượt là 36.000 kilomet và 44.000 kilomet.